# Unidade de backup
A Unidade de backup serve para que um servidor fique conectado directamente para que não ocorra nenhum tipo de perda de informação, fazendo backups programados pela equipe de TI de uma organização, sendo assim um componente fundamental para uma empresa de médio e grande porte para maior segurança em relação aos dados armazenados no servidor. A fita de backup é o dispositivo de armazenamento mais comum para este tipo de Unidade.